# Skifree
SkiFree är ett datorspel utvecklat av Chris Pirih, då programmerare vid Microsoft. Spelets mål är att åka ner för en skidbacke och se upp för ting som kan möta en.

## Historia
Pirih skapade ursprungligen spelet för sitt eget nöje på sin hemdator. Efter att en person vid Microsoft sett honom spela spelet på arbetstid togs spelet med i spelpaketet Microsoft Entertainment Pack. 1993 började Pirih arbeta på en andra version av spelet, men på grund av att andra arbeten tryckte på, övergavs projektet. Det återupptogs dock 2005, och denna version av spelet finns på Pirihs webbplats.

## Spelet
I början av spelet väljer spelaren ett av fyra spelalternativ: slalom, trädslalom, fristil eller inget. Ifall man inte väljer något av de tre första alternativen, är det bara att ränna ner.
Efter att man har kommit i mål, fortsätter man att åka ner för backen. När man kommit över 2 000-metersstrecket visar sig ett monster, som försöker få tag på spelaren för att äta honom. Då är spelarens uppgift att åka ifrån monstret så länge det går. När man väl kommer till backens slut försvinner monstret.